# Erich Gülle
Erich Bruno Alfred Gülle (* 1. Januar 1902 in Berlin; † 13. Juni 1984 in Berlin) war ein deutscher Fußballspieler.

## Spielerkarriere
Sein Debüt für BFC Hertha 92 gab Gülle in der Saison 1917/18 bereits als 16-Jähriger beim 2:1-Erfolg über Norden-Nordwest 98, bei dem er sogleich das wichtige 1:0 erzielte. Nach dem anschließenden Spieltag, in welchem Gülle nicht zum Einsatz kam, wurde die Saison abgebrochen, da die Sommerpause erreicht worden war. Hertha lag zu diesem Zeitpunkt auf Platz 1 und wurde dadurch wie schon im Vorjahr Berliner Meister.
Auch in der folgenden Saison kam Gülle nur einmal zum Einsatz, ließ aber mit fünf Treffern beim 5:1-Auswärtserfolg beim BFC Weißensee 1892 am 13. Spieltag erneut aufhorchen. Das folgende Spiel gegen den BFC Alemannia 90 wurde dann nicht mehr ausgetragen, da Hertha unerlaubterweise Handgelder an einige Spieler gezahlt hatte. Daraufhin wurde Hertha disqualifiziert und durfte bis zum Frühjahr nur Freundschaftsspiele austragen.
In der kommenden Saison durfte Hertha dann aber wieder in der höchsten Spielklasse teilnehmen. Gülle dagegen schaffte es erneut nicht in die Stammelf und spielte lediglich viermal (1 Tor). Auch in den kommenden beiden Spielzeiten kam Gülle der Stammformation nicht wesentlich näher, wobei er in der Saison 1920/21 Hertha verließ und sogar den Verband wechselte, indem er im BFC Nordiska 1913 spielte, mit dem er Berliner Meister und ATSB-Vizemeister wurde. Erst ab 1922 wurde Erich Gülle wichtiger Teil der Hertha-Stammformation und in der Saison 1923/24 wurde er mit zehn Treffern sogar vereinsinterner Torschützenkönig. In der folgenden Saison erzielte er dagegen in 17 Einsätzen nur drei Treffer, da er nunmehr als Vorlagengeber für Otto Feier (14 Treffer), Hans Grenzel (13) und Willi Kirsei (10) fungierte, die die Alte Dame in die Endrunde um die deutsche Meisterschaft schossen. Dort drang die von Heiner Schuldt trainierte Mannschaft immerhin ins Halbfinale ein, unterlag dort aber nach Verlängerung dem FSV Frankfurt. Gülle bestritt dabei alle drei Spiele.
Auch in den folgenden drei Saisons qualifizierte Hertha sich als Berliner Meister für die Endrunde um die deutsche Meisterschaft. Dort erreichte sie jeweils das Endspiel, verlor dort aber zunächst gegen die SpVgg Fürth (1:4) und im Folgejahr gegen den 1. FC Nürnberg (0:2). In der Endrunde 1928 erzielte Gülle im Halbfinale das entscheidende 2:1 gegen den FC Wacker München. Aber im Finale war der Hamburger SV beim 2:5 eine Nummer zu groß.
Insgesamt bestritt Gülle von 1925 bis 1928 15 Spiele in Folge in Endrunden um die Deutsche Meisterschaft, in denen er zwei Tore erzielte.
In der Saison 1928/29 kam der Linksaußen dann nicht mehr zum Einsatz und beendete anschließend seine Spielerkarriere.

## Trainerkarriere
1952 gewann die von Gülle trainierte B-Jugend vom Adlershofer BC in Bad Elster die DDR-Meisterschaft.

## Erfolge
- Berlin-Brandenburgischer Meister: 1918, 1925, 1926, 1927, 1928, 1929
- Berliner Pokalsieger: 1924, 1928, 1929
- Berliner und Deutscher Vizemeister im Arbeiter-Turn- und Sportbund 1921